# 愛知県庁
愛知県庁（あいちけんちょう、英: Aichi Prefectural Government）は、地方公共団体である愛知県の行政機関。首長は愛知県知事。

## 歴史
- 1872年（明治5年）
  - 4月2日 ： 名古屋県が「愛知県」と改称。名古屋藩の政事庁を引き継いだ名古屋県庁がそのまま愛知県庁となる[1]。名古屋県庁は名古屋城三の丸にあった旧竹腰竜若邸跡に置かれていた[1]。
  - 11月27日 ： 愛知県と額田県が合併し、現在の愛知県ができる。
- 1874年（明治7年）11月 - 従来の県庁が陸軍用地に組み込まれることとなり、東本願寺別院に移転[1]。
- 1878年（明治11年）6月 - 南久屋町に新築移転[1]。
- 1900年（明治33年）3月 - 武平町の旧愛知県師範学校跡に新築移転[1]。
- 1938年（昭和13年）3月22日 ： 現在の県庁本庁舎が完成
- 1964年（昭和39年）6月30日 ： 県庁西庁舎が完成

## 組織
愛知県庁は2019年度（平成31年度）に組織改正を行い、従来の「部」「局」の関係を見直し、「局制」を導入して知事部局を17局に整理した。局の下には部あるいは事業監を設置し、その下に課を設置した。さらに関連性のある局同士を「部門」としてまとめた。
各機関は2020年度（令和2年度）のもの。◎は、各部門の取りまとめを行う部署を示す。

知事
- 副知事

- 総務企画部門
  - 政策企画局
    - 政策調整監
      - 秘書課
      - 広報広聴課

    - 企画調整部
      - 政策調整課
      - 企画課
      - 地方創生課

    - 国際監
      - 国際課
      - ジブリパーク推進課

  - 総務局 ◎
    - 総務部
      - 総務課
      - 法務文書課
      - 市町村課
      - 情報政策課

    - 財務部
      - 財政課
      - 税務課
      - 財産管理課

  - 人事局
    - 人事管理監
      - 人事課
      - 職員厚生課
      - 総務事務管理課

  - 防災安全局
    - 県民安全課
    - 防災部
      - 防災機器管理課
      - 災害対策課
      - 消防保安課

    - 県民安全監
      - 県民安全課

- 県民環境部門
  - 県民文化局 ◎
    - 県民生活部
      - 県民総務課
      - 県民生活課
      - 社会活動推進課
      - 学事振興課
      - 統計課

    - 人権推進監
      - 人権推進課

    - 女性の活躍促進監
      - 男女共同参画推進課

    - 文化部
      - 文化芸術課

  - 環境局
    - 環境政策部
      - 環境政策課
      - 環境活動推進課
      - 水大気環境課
      - 自然環境課

    - 地球温暖化対策監
      - 地球温暖化対策課

    - 資源循環推進監
      - 資源循環推進課

- 福祉医療部門
  - 福祉局 ◎
    - 福祉部
      - 福祉総務課
      - 地域福祉課
      - 障害福祉課

    - 介護推進監
      - 高齢福祉課

    - 少子化対策監
      - 児童家庭課
      - 子育て支援課

  - 保健医療局
    - 健康医務部
      - 医療計画課
      - 健康対策課
      - 医務課
      - 国民健康保険課

    - 生活安全部
      - 生活衛生課
      - 医薬安全課

  - 感染症対策局
    - 感染症対策監
      - 感染症対策課

  - 病院事業管理者（別掲）

- 労働経済部門
  - 経済産業局 ◎
    - 産業部
      - 産業政策課
      - 産業振興課
      - 産業科学技術課
      - 産業立地通商課

    - 中小企業部
      - 中小企業金融課
      - 商業流通課

    - スタートアップ推進監
      - スタートアップ推進課

  - 労働局
    - 労働推進監
      - 労働福祉課
      - 就業促進課
      - 産業人材育成課

    - 技能五輪・アビリンピック推進監
      - 技能五輪・アビリンピック推進室

  - 観光コンベンション局
    - 観光推進監
      - 観光振興課
      - 国際観光コンベンション課

  - 公営企業管理者（別掲）

- 農林水産部門
  - 農業水産局 ◎
    - 農政部
      - 農政課
      - 食育消費流通課
      - 農業振興課
      - 農業経営課
      - 園芸農産課

    - 畜産振興監
      - 畜産課

    - 水産振興監
      - 水産課

  - 農林基盤局
    - 農地部
      - 農林総務課
      - 農林計画課
      - 農林整備課

    - 林務部
      - 林務課
      - 森林保全課

- 建設部門
  - 建設局 ◎
    - 建設政策推進監
      - 土木部
        - 建設総務課
        - 建設企画課
        - 用地課

    - 道路監
      - 道路維持課
      - 道路建設課

    - 治水対策監
      - 下水道課
      - 河川課
      - 砂防課

    - 水資源監
      - 水資源課

    - 港湾空港推進監
      - 港湾課
      - 航空対策課

  - 都市整備局
    - 都市基盤部
      - 都市総務課
      - 都市計画課
      - 都市整備課
      - 公園緑地課

    - リニア・交通対策監
      - 交通対策課

  - 建築局
    - 公共建築部
      - 住宅計画課
      - 公営住宅課
      - 公共建築課

    - 建築指導監
      - 建築指導課

- 教育・スポーツ部門
  - 教育委員会（別掲） ◎
  - スポーツ局 ◎
    - スポーツ監
      - スポーツ振興課
      - 競技・施設課
      - アジア競技大会推進課

- 会計管理者
  - 会計局
    - 管理課
    - 会計課
    - 調達課
- 公営企業管理者
  - 企業庁
    - 管理部
      - 総務課
      - 経営管理課

    - 水道部
      - 水道計画課
      - 水道事業課

    - 企業立地部
      - 企業誘致課
      - 工務調整課
      - 研究施設用地開発課
- 病院事業管理者
  - 病院事業庁
    - 管理課
    - 経営課
- 行政委員会
  - 教育委員会
    - 事務局
      - 管理部
        - 総務課
        - 教育企画課
        - 財務施設課
        - 教職員課
        - 福利課

      - 学習教育部
        - 生涯学習課
        - 高等学校教育課
        - 義務教育課
        - 特別支援教育課
        - 保健体育課

      - 教育事務所（5）
      - 総合教育センター
      - 高等学校（105校）
      - 盲学校（2校）
      - 聾学校（5校）
      - 特別支援学校（21校）

  - 公安委員会
    - 警察本部

  - 選挙管理委員会
    - 事務局

  - 監査委員
    - 事務局
      - 監査第一課
      - 監査第二課

  - 人事委員会
    - 事務局
      - 職員課
      - 審査課

  - 労働委員会
    - 事務局
      - 総務調整課

    - 審査課

  - 収用委員会
    - 事務局

  - 海区漁業調整委員会
  - 内水面漁場管理委員会

## 副知事
- 古本伸一郎 - 2022年4月1日就任。経済産業局、労働局、観光コンベンション局、農業水産局、農林基盤局担当。
- 林全宏 - 防災安全局、建設局、都市・交通局、建築局、スポーツ局担当。
- 牧野利香 - 2023年7月7日就任。県民文化局、環境局、福祉局、保健医療局、会計局担当。
- 江口幸雄 - 2023年4月1日就任。東三河地域担当。

### 市役所・町村役場
- 名古屋市役所
- 豊橋市役所
- 岡崎市役所
- 豊田市役所
- 刈谷市役所
- 小牧市役所
- 大府市役所